# Emirates Spinnaker Tower
Emirates Spinnaker Tower — башня высотой в 170 метров над уровнем моря и в 2,5 раза выше колонны Нельсона. Самая высокая смотровая башня Великобритании с 2005 г. по н. в., самое высокое сооружение страны в общественном доступе (исключая Лондон); центр реконструкции порта Портсмута, которая была поддержана грантом Национальной Лотереи. Дизайн разработан местной фирмой HGP Architects, постройку вела компания Mowlem; сооружение отражает морскую историю Портсмута благодаря своей форме в виде паруса. После нескольких лет задержек и перерасхода средств башня была открыта; произошло это 18 октября 2005 года.
Башня видна на расстоянии нескольких километров от Портсмута.